# 捷爾尼夫卡 (卡哈爾雷克區)
49°47′25″N 30°44′53″E / 49.79028°N 30.74806°E
泰爾尼夫卡（烏克蘭語：Тернівка）是位於烏克蘭北部的村莊，由基辅州奧布希夫區的卡哈爾利克市鎮負責管轄。該村面積1.62平方公里，海拔高度156米，2001年人口303，人口密度每平方公里186.6人。